# Норт Кантон (Охајо)
Норт Кантон (енгл. North Canton) град је у америчкој савезној држави Охајо.

## Демографија
По попису из 2010. године број становника је 17.488, што је 1.119 (6,8%) становника више него 2000. године.
| Група             | 2000.          | 2010.          |
| Белци             | 15.762 (96,3%) | 16.408 (93,8%) |
| Афроамериканци    | 183 (1,1%)     | 356 (2,0%)     |
| Азијати           | 170 (1,0%)     | 200 (1,1%)     |
| Хиспаноамериканци | 134 (0,8%)     | 259 (1,5%)     |
| Укупно            | 16.369         | 17.488         |